# ジャッキー佐藤
ジャッキー佐藤（ジャッキーさとう、1957年（昭和32年）10月30日 - 1999年（平成11年）8月9日）は、日本の女子プロレスラー。本名は、佐藤 尚子（さとう なおこ）。神奈川県横浜市港南区出身。

## 経歴
出生時の体重は3900gだった。川崎市立桜本小学校、横浜市立浜中学校を卒業した。小学生時から長身で、中学ではバスケットボール部に在籍した。インターハイへの出場やバスケットボール実業団からスカウトもあったが、1975年3月に神奈川県立商工高等学校を2年で中退し家出すると全日本女子プロレス（以下「全女」）に入門した。デビュー戦は同年4月27日の対マキ上田戦で、15分戦ったのち引き分けとなっている。
1976年2月24日にマキと「ビューティ・ペア」を結成しWWWA世界タッグ王座を獲得した。ビューティ・ペアは『かけめぐる青春』を80万枚売り上げ、その後は『真赤な青春」『バンババン』『青春にバラはいらない』『シーサイド急行』『愛のけものたち』などの曲が大ヒットする。当時のビューティ・ペア人気は凄まじく、ピンク・レディーと人気を二分して、試合前のリングで歌を披露する際には観客席から投げ込まれた紙テープや紙吹雪で一杯になった。ジャッキーが男役・マキが女役の「戦う宝塚」ともいわれた。
ジャッキー佐藤名義では『美しい決意』『ポケット一杯の涙』『もしも旅立ちなら（B面：Ciscoを探せ）』などのシングルレコードを発売した。
1977年11月1日、マキが持つWWWA世界シングル王座に挑戦した。この試合はビューティ・ペア同士の対決として注目され、互いに譲らず60分時間切れ判定でタイトルを獲得した。
1979年2月27日、”敗者引退”という過酷なルールでのマキとの再戦は48分7秒、エビ固めで勝利してマキは引退し、ビューティ・ペアに終止符が打たれた。なおこの試合に先立ち、マキがビューティ・ペア解散とマキ自身の引退を全女の社長（当時）・松永に掛け合ったところ、松永から「ビューティ対決をして負けた方が引退」と言われていた。しかし同年1月4日の試合開催発表までジャッキーはそのことをまったく知らなかった。
マキ引退後はモンスター・リッパーにWWWA世界シングル王座を奪われてしまう。その後、奪還するも1981年2月25日のジャガー横田（当時：横田利美）戦で同王座から転落した。
1981年5月21日、志生野温夫の司会により静岡県で引退式が行われた。当初照明などはなかったが会場が殺風景だったため、フジテレビとデイリースポーツが照明などを担当した。エキシビションマッチ相手はマミ熊野だった。
全日本女子プロレス引退後はスポーツジムやブティックを経営した。レオプロダクションにも在籍したが、その後新団体「ジャパン女子プロレス」の設立に勧誘され参加した。1986年8月17日、対神取忍（当時：神取しのぶ）戦で現役復帰を果たす。しかし団体内での金銭問題・怪我の保障問題トラブルから神取との確執が表面化した。1987年7月18日、神取とのシングルマッチ（神奈川県大和市車体工業体育館大会）では壮絶なセメントマッチとなった。同試合で敗れたジャッキーは1988年3月20日、沖縄県での試合を最後に現役を引退した。

### 引退後
引退直後の1988年に体操教室の会社『ジャムナ』を設立した。スポーツプログラマー、ヘルスケア・トレーナーの資格を取得しスポーツインストラクターを務めた。中高年女性を中心に自らが考案した「ジャムナ体操」の指導や講演活動を行っていた。
35歳を過ぎてからカイロプラクティックの資格取得を目指し、専門学校通学のためには高卒資格が必要である事を知ると、通信教育で高卒資格を得た後に専門学校に通学し、カイロプラクティック資格取得を目指した。
1998年10月にがんを告知され手術を受けた。「必ず元気になるから」と病気の事は公表しなかった。術後の同年11月29日、全女30周年記念大会（横浜アリーナ）へ殿堂入り選手として出席した。これが公の場へ姿を見せた最後となる。1999年3月に再入院し退院。1999年（平成11年）5月に再々入院をし、同年8月9日8時41分、胃がんのため神奈川県川崎市内の病院で死去した。41歳没。生涯独身だった。闘病中にカイロプラクティック開業資格を取り、自宅を施術院としたが、この夢は果たせなかった。
大の愛煙家で、棺には愛飲の煙草が納められた。引退後に卵巣がんを患った全女の後輩であるナンシー久美の治療生活を精神的に支え、私生活含め最期まで仲が良かった。ナンシーは、ジャッキーの姉弟と共に入院中のジャッキーの看護や没後の事後処理にあたっている。
生前、マキには自身の病名を伝えていなかった。その件についてマキは「哀しいけど、いつまでもライバルとして見てくれたことが嬉しかった。」と発言している。ジャッキーは死去する前年、マキが故郷・鳥取県で経営していた飲食店「マキの店」の10周年パーティーに参加しており、それが今生の別れとなった。
葬儀は横浜市鶴見区の總持寺で執り行われた。

## 人物
両親・姉と弟がいる。

## タイトル歴
- WWWA世界シングル王座
- WWWA世界タッグ王座

## メディア

### テレビドラマ
- 『夜明けの刑事』 第107話「女子プロレスラー奮戦す」（1977年、TBS / 大映テレビ）
- 『ビューティペア!怪人二十面相と世紀の対決』（1977年4月1日、フジテレビ） - 大映テレビ作品『怪人二十面相』の特別版として放送。
- 『スターどっきり㊙報告』（1976年、フジテレビ） - リングでデビュー曲『かけめぐる青春』の披露時に、曲をすり替えるドッキリを放送。
- 『第28回NHK紅白歌合戦』（1977年12月31日、NHK総合テレビ） - 紅組の応援役で出演。
- 『新春スターかくし芸大会』（1978年1月2日、フジテレビ / 渡辺プロダクション） - 西軍の出し物『英語劇 銭形平次』に出演。
- 『オールスター春の祭典』（1978年4月3日、フジテレビ） - 『女子プロレス 真赤な青春』チームで出場。
- 『激突!五種競技 ビューティ・ペアVSニューヤンキース』（1978年6月30日、『土曜グランドスペシャル』、フジテレビ）
- 噂のポテトボーイ 第9話「俺たち女子プロの味方です」（1983年、TBS）
- 風雲たけし城 （1986年、TBS）
- フジテレビの日（1996年8月8日、フジテレビ）
- 全日本女子プロレス殿堂入り式典（1998年、フジテレビ）これがジャッキーの最後のメディア出演となる